# Jules Mazarin
Jules Mazarin, född 14 juli 1602 i Pescina i Abruzzi i Italien, död 9 mars 1661 i Vincennes i Frankrike, var kardinal och Frankrikes försteminister från 1642 till sin död. Han hette egentligen Giulio Mazarini och härstammade från en siciliansk familj.

## Biografi
Mazarin studerade i Rom samt vid de spanska universiteten i Alcalá de Henares och Salamanca.
På 1620-talet blev han bekant med Ludvig XIII och kardinal Richelieu i Frankrike. Han var 1634–1636 påvligt sändebud i Paris och övergick sedan i fransk tjänst då Richelieu 1641 förordade honom till kardinal och till sin efterträdare. Richelieu dog 1642, varpå Ludvig XIII utsåg Mazarin till sin försteminister. 
Genom sitt inflytande på änkedrottningen och regenten Anna av Österrike – som enligt obekräftade rykten skulle ha varit hans älskarinna – befäste han sin ställning och bidrog till Frankrikes storhetstid både genom reformer i förvaltningen och en framgångsrik utrikespolitik. Den förflyttning av makten från högadeln till ämbetsmännen, som hans förvaltningsreform medförde, väckte stark opposition och ledde till öppen revolt, den så kallade fronden 1648–1653, vilken dock nedslogs.
Mazarin försökte fullfölja och genomföra vad Richelieu påbörjat. Han fortsatte krigen mot Spanien. Det första avslutades i och med westfaliska freden 1648, det senare genom den pyreneiska 1659. Genom båda vann Frankrike nya områden. 
Mazarin hade finansiella besvär och det sades att han förskingrade statens pengar. Det uppstod ett allmänt missnöje mot kardinalen och 1648 utbröt uppror, fronden. I början av 1651 tvingades Mazarin fly från Paris till Brühl, nära Köln, varifrån han dock fortsatte att styra Frankrike. Han återkom till Paris, men tvingades i slutet av 1652 fly än en gång. Han återvände den 3 februari 1653 till Paris till folkets jubel. Han fortsatte vara Frankrikes egentlige styresman tillsammans med Ludvig XIV, efter att kungen vid 13 års ålder förklarats myndig (1651).
Ett varaktigt bevis på Mazarins intresse och passion för litteratur, är Bibliothèque Mazarine i Paris, vilket är uppkallat efter honom. Biblioteket öppnades för allmänheten 1643.